# Landeshoheit
Landeshoheit var de adliga vasallernas rätt inom det tysk-romerska riket som riksomedelbar status, och gav dem rätt att regera inom sina egna territorier. De tyska furstarna - oavsett titel - regerade i praktiken som självständiga monarker, men juridiskt var de vasaller till den tysk-romerska kejsaren, och detta faktum ifrågasattes aldrig formellt så länge riket existerade. 